# أدوات مترجم جوجل
أدوات مترجم غوغل هو تطبيق ويب مصمم لكي يسمح للمترجمين بتحرير الترجمات بواسطة ترجمة جوجل وإنشاء صفحات تلقائياً. يمكن للمترجمين من خلال أدوات مترجم غوغل تنظيم عملهم، واستخدام ترجمة مشتركة، معاجم وذاكرة الترجمة.
ويمكنهم تحميل وترجمة وثائق مايكروسوفت وورد، أوبن أوفيس، RTF ،HTML، النص، ومقالات ويكيبيديا ومعتمد من قبل مجموعة أدوات جوجل وترجمة جوجل، والخدمة مجانية
أطلقتها شركة غوغل في 8 حزيران 2009. كان من المتوقع أن يسمى هذا المنتج بمركز ترجمة غوغل كما صُرح في 2008، ولكن تحولت أدوات مترجم غوغل إلى منتج أقل طموحاً: «مستند أكثر من كونها مشروع قائم، تهدف إلى أن تكون أداة ذاكرة ترجمة شخصية بسيطة أخرى وليس إلى حزمة إدارة عملية».
كما صرحت غوغل أن أداة مترجم غوغل جزء من «جهودهم لجعل المعلومات قابلة للنفاذ عالمياً من خلال الترجمة ومساعدة المترجمين أن يترجموا بسهولة وسرعة أكبر من هلال تقانة ترجمة مبتكرة تشاركية». 
وكان من المفترض بشكل أساسي أن توجه أدوات مترجم غوغل لجذب الناس الذين يترجمون مقالات ويكيبيديا أو مواد لمؤسسات غير حكومية، ولكنها حالياً تستخدم بشكل موسع أكثر وأكثر في مشاريع الترجمة التجارية.
«أهمية أدوات مترجم غوغل هو أهميتها بكونها خدمة برمجية»SaaS«موجودة بالكامل على شبكة الإنترنت التي تندرج ضمن بعض الميزات الؤسساتية الخلفية والابتكارات المهمشة حتى الآن، مما ينذر بتغير جذري بكيف ومن سيقوم بالترجمة».

## لغات المصدر والوجهة
بدأت بلغة مصدر واحدة هي الإنكليزية، و47 لغة وجهة في حزيران 2009، أما الآن يمكنك أن تترجم من 345 لغة مصدر إلى 345 لغة وجهة من خلال أدوات المترجم.

## واجهة المستخدم
واجهة المستخدم لأدوات مترجم غوغل متوفرة بـ36 لغة متضمنة: التاميلية، البلغارية، الكاتلانية، الكرواتية، التشيكية، الدينماركية، الهولندية، الإنكليزية، الفليبينية، الفنلندية، الفرنسية، الألمانية، اليونانية، الهندية، الهنغارية، الإندونيسية، الإيطالية، اليابانية، الكورية، اللتافيية، الليتوانية، النرويجية، البولندية، البرتغالية (البرازيلية)، البرتغالية (البرتغالية)، الرومانية، الروسية، سيبيرية، الصينية المبسطة، السلوفاكية، الإسبانية، السويدية، الصينية التقليدية، التركية، الفيتنامية، الأردو، التايلندية، السلوفينية.

## التطبيق
توفر مجموعة أدوات مترجم جوجل تطبيقاً يقتصر حالياً على المستخدمي الموافَق عليهم.

## إغلاق الخدمة نهائيًا
أعلنت غوغل أنها ستلغي خدمة أدوات المترجم ابتداء من 4 ديسمبر 2019